# Музей Сан-Маттео
Национа́льный музе́й Сан-Матте́о (итал. Museo Nazionale di San Matteo) — художественный музей, находящийся в итальянском городе Пизе. 

## История
Музей расположен в бывшем женском бенедиктинском монастыре Сан-Маттео (итал. La chiesa e convento di San Matteo) в Пизе, на набережной реки Арно. Монастырь был основан в XI веке, основной комплекс зданий относится к XVI веку, оформление фасада в неоклассическом стиле — к началу XIX века. В основе коллекции лежит собрание живописи каноника кафедрального собора города Себастьяно Дзуккетти, завещанное им в 1796 году пизанской школе рисунка. В течение следующего века собрание было пополнено живописью и скульптурой в наполеоновские времена и после Рисорджименто. В 1893 году Иджинио Бенвенуто Супино сделал коллекцию доступной широкой публике, включив её в собрание Городского музея, находившегося в здании конвента Сан-Франческо. Наконец, в 1949 году музей был открыт на нынешнем месте в качестве Национального музея Сан-Маттео.

## Коллекция
Музей хранит самую большую в городе коллекцию тосканской живописи и скульптуры XII—XVII веков, а также имеет заметный археологический отдел и отдел керамики.
В музее хранятся скульптурные элементы церковных зданий — как использованные при возведении монастыря Сан-Маттео, так и привезённые из других пизанских религиозных сооружений. Среди них — творения X—XI веков, выполненные Райнальдо и Бидуино, пюпитр из пизанского баптистерия, выполненный в 1260 году Никколо Пизано, фрагменты убранства церквей XIV века. Жемчужины из скульптурного собрания музея — Реликварий святого Луксория, выполненный Донателло в XV веке, и «Мадонна с младенцем» («Мадонна дель латте») Андреа и Нино Пизано. Среди других произведений — итальянская церковная деревянная скульптура, от средневековой до современной.
В живописном собрании музея находятся такие шедевры, как «Святой Павел» Мазаччо, «Мадонна с младенцем» Микелоццо, «Мадонна с младенцем» Фра Беато Анджелико и более 300 других произведений начиная с XII — XIII веков. В музее также представлены книжные миниатюры, среди которых — выполненная для пизанского монастыря Сан-Вито Библия большого формата 1168 года с иллюстрациями Адальберто да Вольтерры.

## Галерея

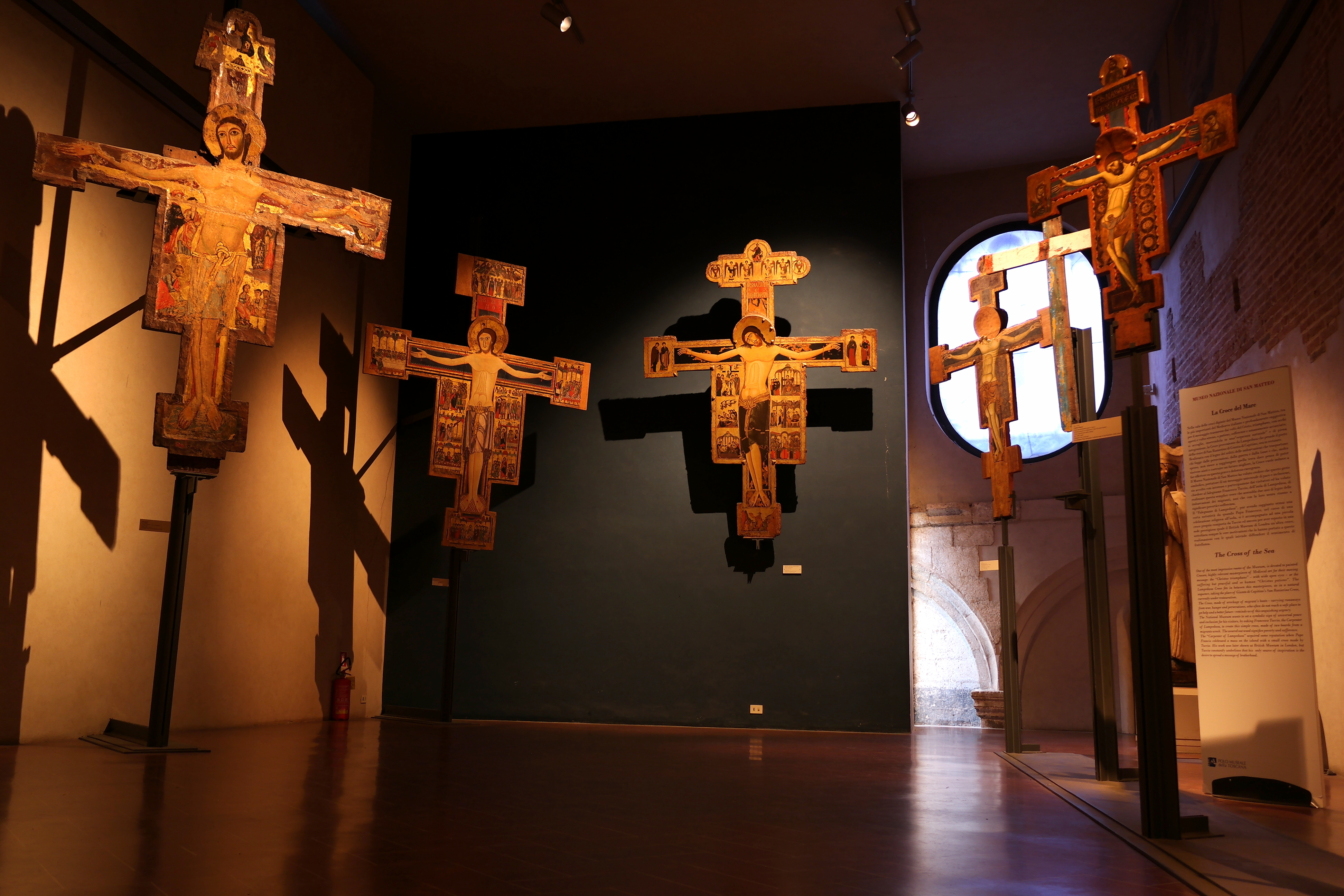
Зал расписных крестов
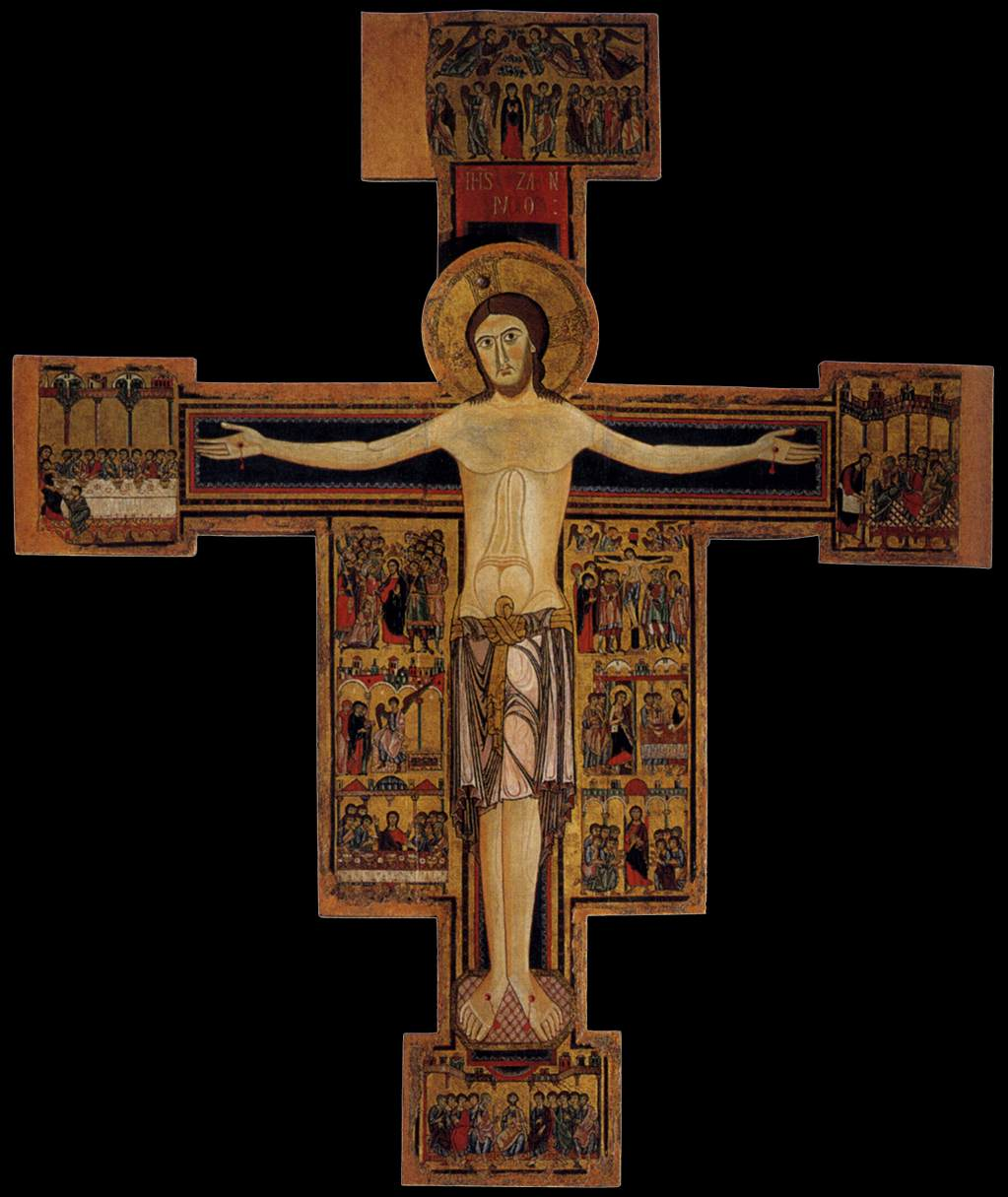
Расписной крест. 1190-е
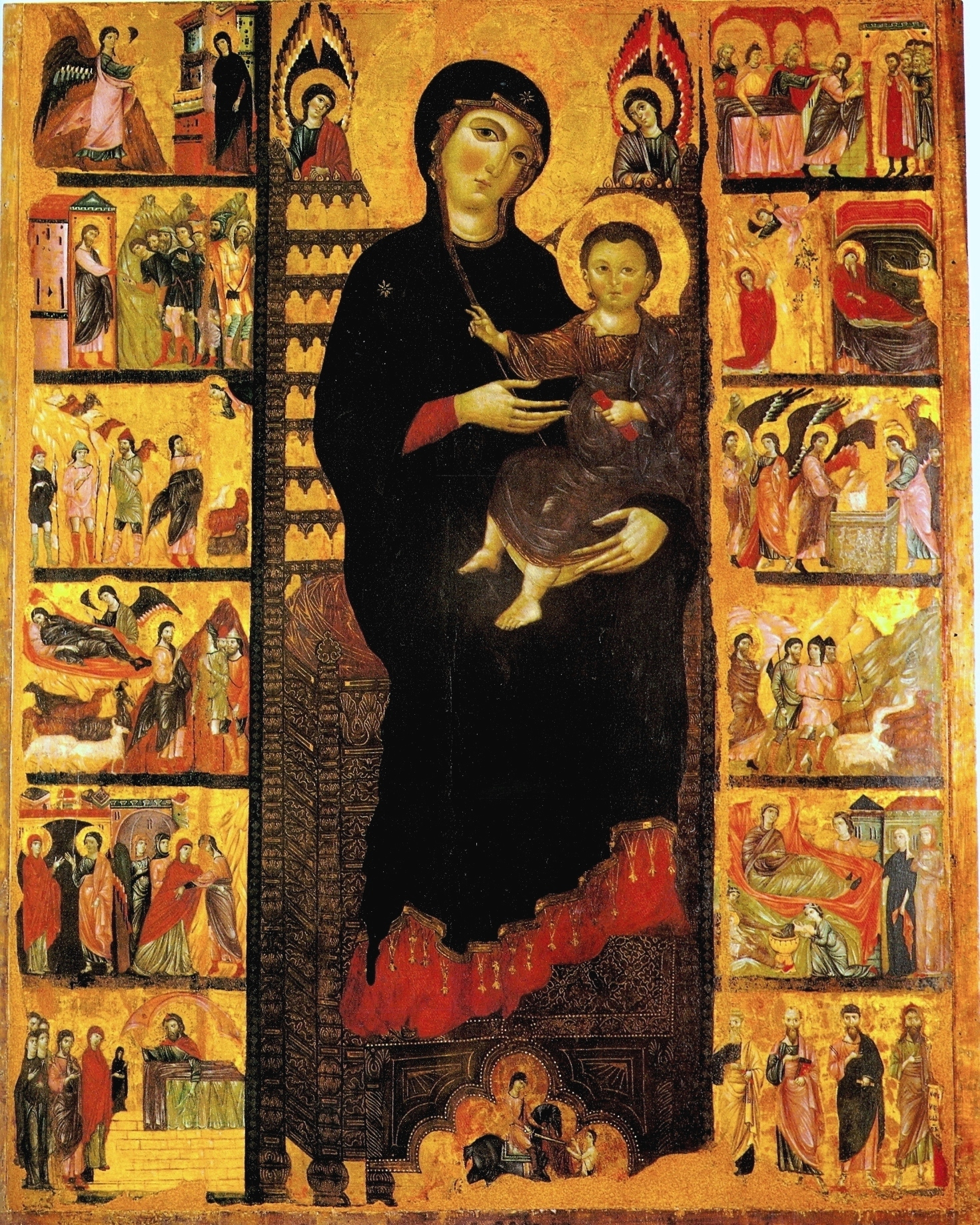
Мастер Сан-Мартино. Мадонна с Младенцем. 1270-е. Дерево, темпера
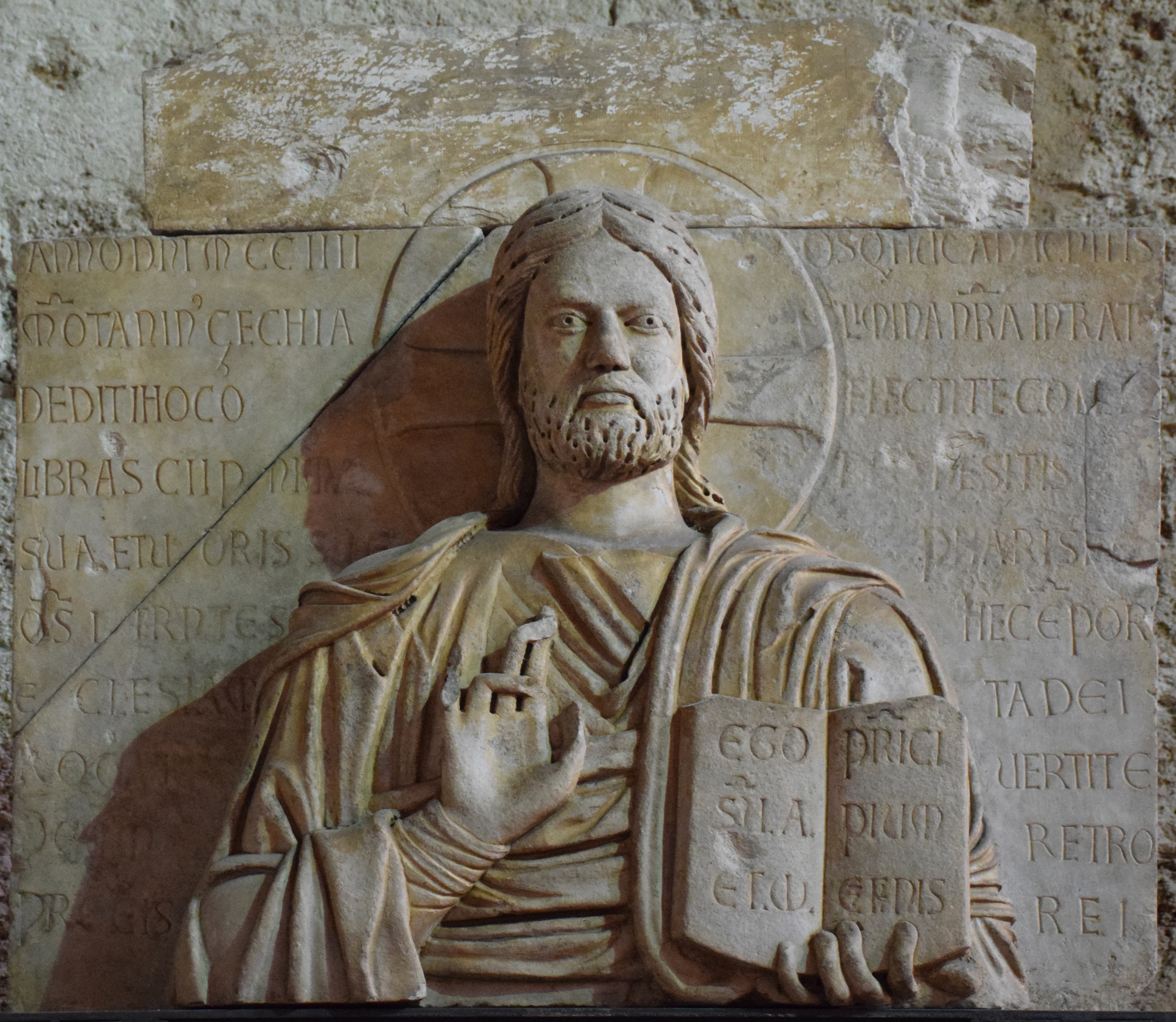
Христос благославляющий, 1204
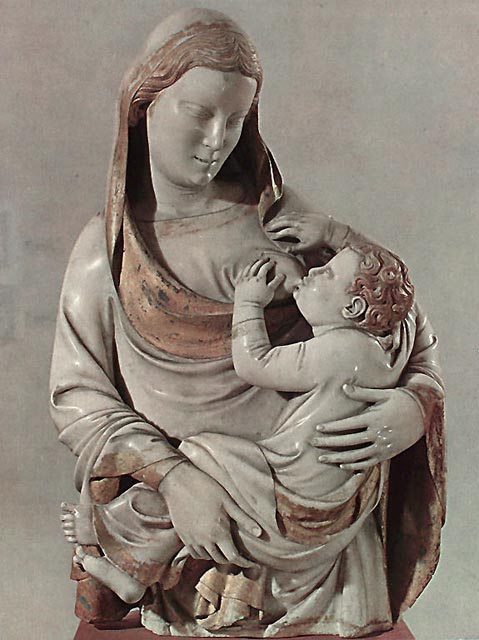
Андреа и Нино Пизано. Мадонна дель Латте (Млекопитательница). Между 1346 и 1348. Мрамор, роспись. Скульптура оратория Санта-Мария-делла-Спина, Пиза
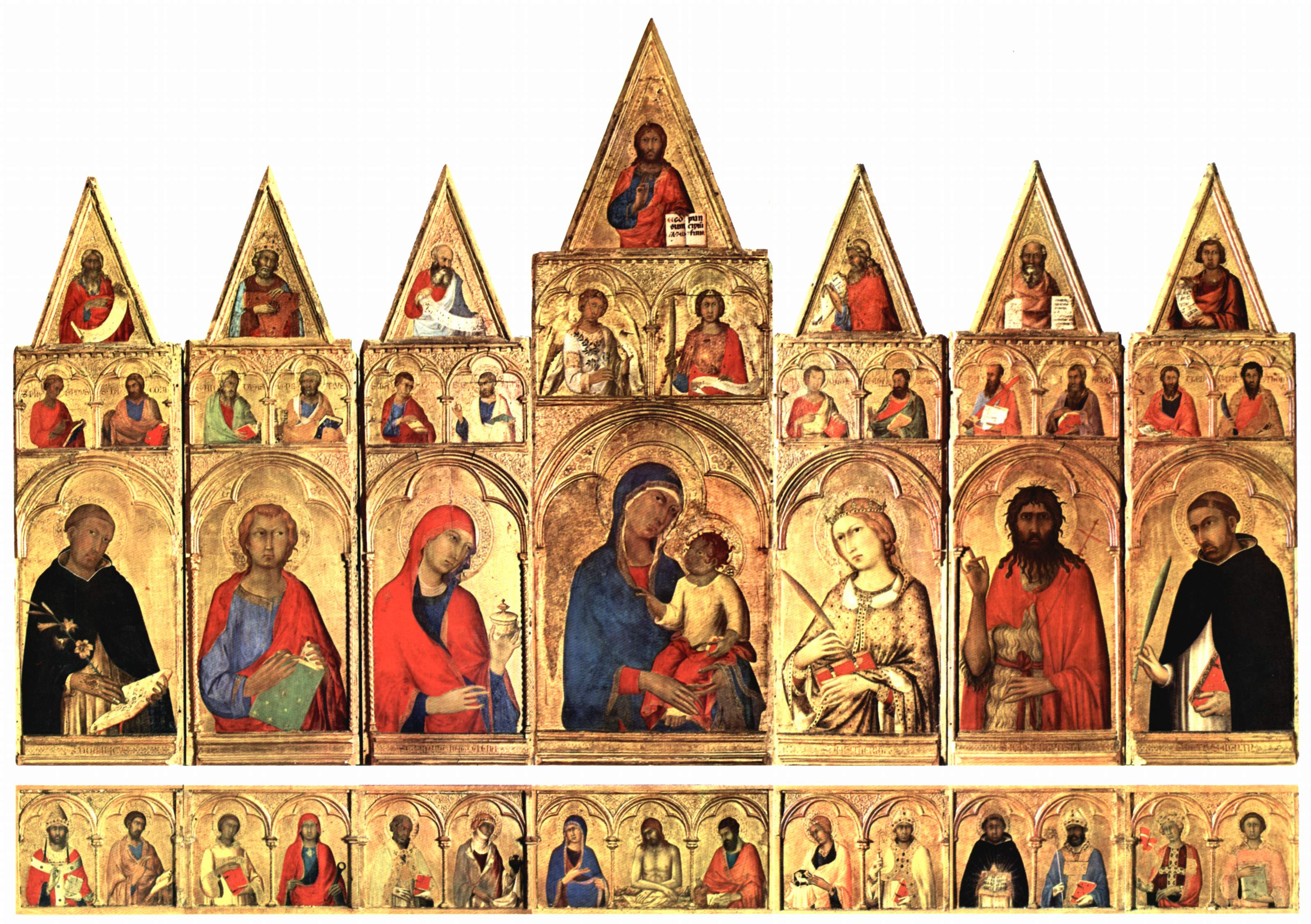
Симоне Мартини. Полиптих, 1320
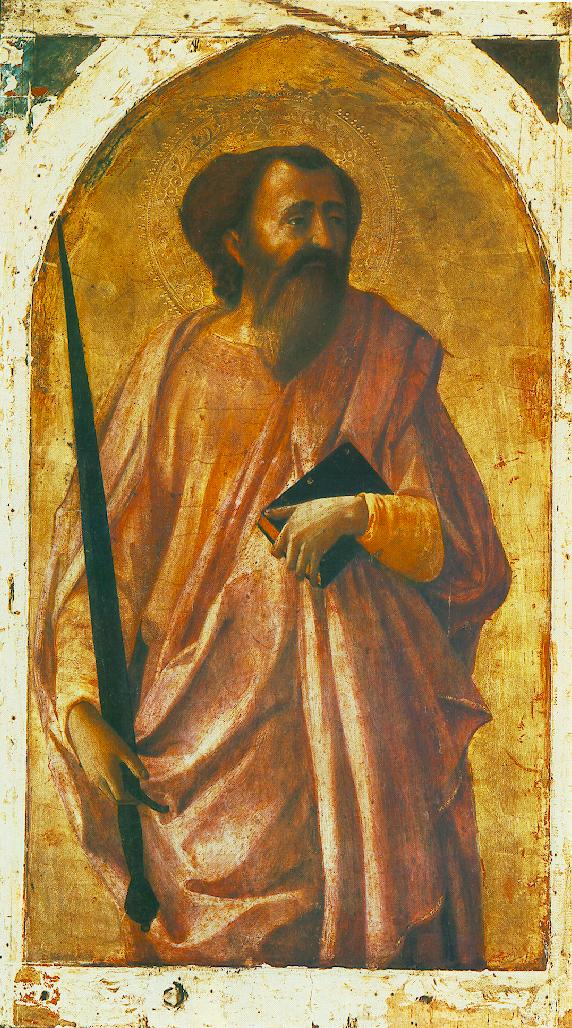
Мазаччо. Святой Павел, 1426
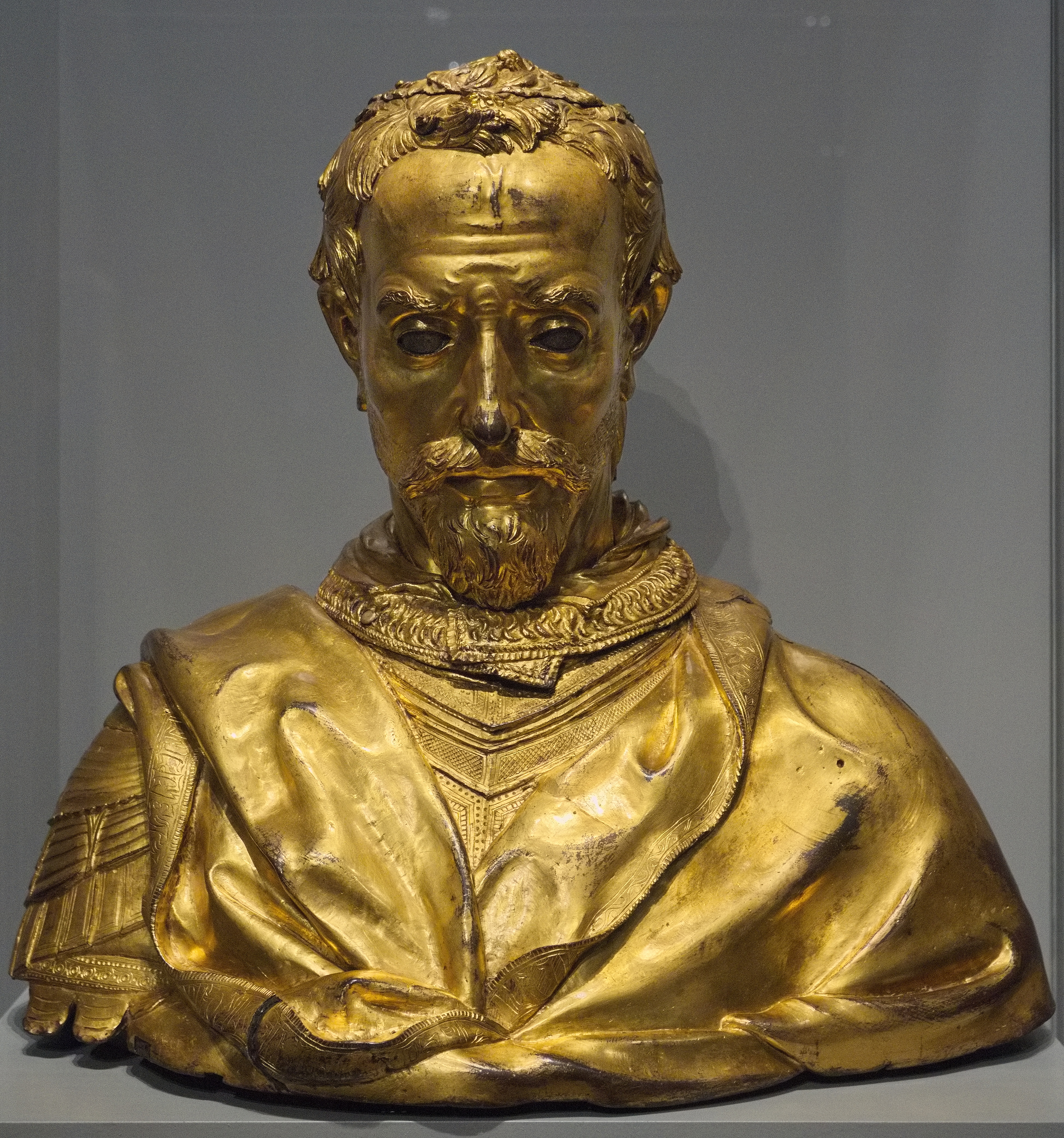
Донателло. Реликварий-бюст Святого Россоре. Между 1422 и 1425. Бронза